# فاني غاريسون فيلارد
هيلين فرانسيس «فاني» غاريسون فيلارد (بالإنجليزية: Fanny Garrison Villard)‏ (16 ديسمبر 1844-5 يوليو 1928)، ناشطة في مجال حق المرأة في التصويت، وداعية سلام، ومؤسسة مشاركة للجمعية الوطنية للنهوض بالملونين. وهي ابنة الناشر البارز ومناصر إلغاء العبودية المدعو وليم لويد غاريسون وزوجة تاجر السكك الحديدية هنري فيلارد.

## حياتها المبكرة
وُلدت هيلين فرانسيس غاريسون، المعروفة لدى العائلة والأصدقاء باسم «فاني»، في 16 ديسمبر 1844. كانت الابنة الوحيدة الباقية على قيد الحياة بين خمسة أبناء وابنتين (توفي منهم ابنة وابن في الطفولة) للأم هيلين إليزا بينسون (1811–1876) والأب وليم لويد غاريسون (1805–1879). كان شقيقها، وليام لويد غاريسون الابن (1838-1909)، من المؤيدين البارزين للضريبة الفردية، والتجارة الحرة، وحق المرأة في التصويت، وإلغاء قانون استعباد الصينيين. أما شقيقها الآخر، ويندل فيليبس غاريسون (1840-1907)، كان محررًا أدبيًا في مجلة ذا نيشن بين عامي 1865 و1906. كان شقيقاها الآخران هما جورج تومسون غاريسون وفرانسيس جاكسون غاريسون، الذي كتب سيرة والدهم وسمي بعد المناصر لإلغاء العبودية فرانسيس جاكسون.

## نشاطها
أثناء تربيتها لأطفالها، عاشت حياة نموذجية إلى حد ما بالنسبة لامرأة من الطبقة العليا في زواج تقليدي. بعد أن كبر أطفالها وتوفي زوجها في عام 1900، أصبحت فاني غاريسون فيلارد أكثر نشاطًا في جماعات السلام وحقوق المرأة. انضمت إلى الجمعية الأمريكية المطالبة بحق المرأة في الاقتراع إلى جانب آنا شو وكاري تشابمان كات.
في عام 1914، تظاهرت ضد الحرب العالمية الأولى في مدينة نيويورك. بعد الفوز بحق المرأة في الاقتراع، أسست جمعية السلام النسائية في 12 سبتمبر 1919. كانت مندوبة لدى لاهاي عام 1907، وفي عام 1921 كانت مندوبة أخوية في مؤتمر الرابطة النسائية الدولية للسلم والحرية.
شاركت في تأسيس الجمعية الوطنية للنهوض بالملونين، جنبًا إلى جنب مع ابنها أوزوالد غاريسون فيلارد.

## حياتها الشخصية
في يناير 1866، تزوجت من هنري فيلارد (1835-1900) الذي قابلته خلال الحرب الأهلية حين كان مراسل حربيًا. وأصبح فيما بعد رئيسًا لسكة حديد الشمال الهادئ. وكانا والدي:
- هيلين إليز فيلارد (1868–1917)،[5] التي تزوجت من الدكتور جيمس ويليام بيل، طبيب إنجليزي، عام 1897،[6] وكانت شبه عاجزة معظم حياتها بسبب سقوطها من عمود مصعد في طفولتها في منزل ويستمورلاند.[7]
- هارولد غاريسون فيلارد (1869–1952)،[8] الذي تزوج من ماريكويتا سيرانو (1864–1936)، أخت فنسنت سيرانو وابنة ماري جاي سيرانو، عام 1897.[9]
- أوزوالد غاريسون فيلارد (1872–1949)،[10] الذي تزوج من جوليا بريكنريدج سانفورد (1876–1962).[11]
- هنري هيلغارد فيلارد (1883–1890)، الذي مات شابًا.

توفيت فاني غاريسون فيلارد في 5 يوليو 1928، عن عمر ناهز 83 عامًا، في منزلها في ثوروود بارك، في دوبس فيري، نيويورك.

### أحفادها
من ابنها هارولد، كانت جدة هنري سيرانو فيلارد (1900-1996)، الذي كان موظفًا في السلك الدبلوماسي وسفيرًا، وفنسنت سيرانو فيلارد، وماركيتا فيلارد بلاتوف.
من ابنها أوزوالد، كانت جدة دوروثيا مارشال فيلارد هاموند (1907-1994)، وهي عضوة في الجامعة الأمريكية بالقاهرة، وهنري هيلغارد فيلارد (1911–1983)، رئيس قسم الاقتصاد في كلية مدينة نيويورك وأول رئيس ذكر لجمعية تنظيم الأسرة الأمريكية في مدينة نيويورك، وأوزوالد غاريسون فيلارد الابن (1916-2004)، أستاذ الهندسة الكهربائية في جامعة ستانفورد.

### أماكن سكنها
في أواخر سبعينيات القرن التاسع عشر، اشترت أسرة فيلارد عقارًا ريفيًا قديمًا يعرف باسم «ثوروود بارك» في دوبس فيري، نيويورك. جددُ المنزل، الذي يتميز بإطلالة كاملة على نهر هدسون، من قبل تشارلز فولين مكيم من شركة مكيم وميد ووايت في أوائل ثمانينيات القرن التاسع عشر وفقًا لطلبات فاني.
في عام 1884، استأجرت أسرة فيلارد جوزيف إم ويلس من شركة مكيم وميد ووايت للهندسة المعمارية لتصميم وبناء منازل فيلارد، التي تظهر كمبنى واحد لكنها في الواقع ستة منازل منفصلة. تقع المنازل في 455 شارع ماديسون بين الشارع 50 والشارع 51 في مانهاتن، وتفتح أربعة منازل منها على الفناء المواجه لماديسون، في حين يملك المنزلان الآخران مداخل على شارع 51. صُممت المنازل على طراز الإحياء الرومانسكي مع لمسات من عصر النهضة الحديث، وتتميز بتصميمات داخلية متقنة وضعها فنانون بارزون أمثال جون لا فارج وأغسطس سانت غودنز وميتلاند أرمسترونغ.
بعد إفلاس أسرة فيلارد، اشترت إليزابيث ميلز ريد (1857–1931) المنازل، وهي زوجة وايتلو ريد، دبلوماسية ورئيسة تحرير نيويورك تريبيون، وابنة داريوس أوغدن ميلز وأخت أوغدن ميلز، المصرفيان والخبيران الماليان.

## وصلات خارجية
- فاني غاريسون فيلارد على موقع فايند أغريف